# Léopold Levert

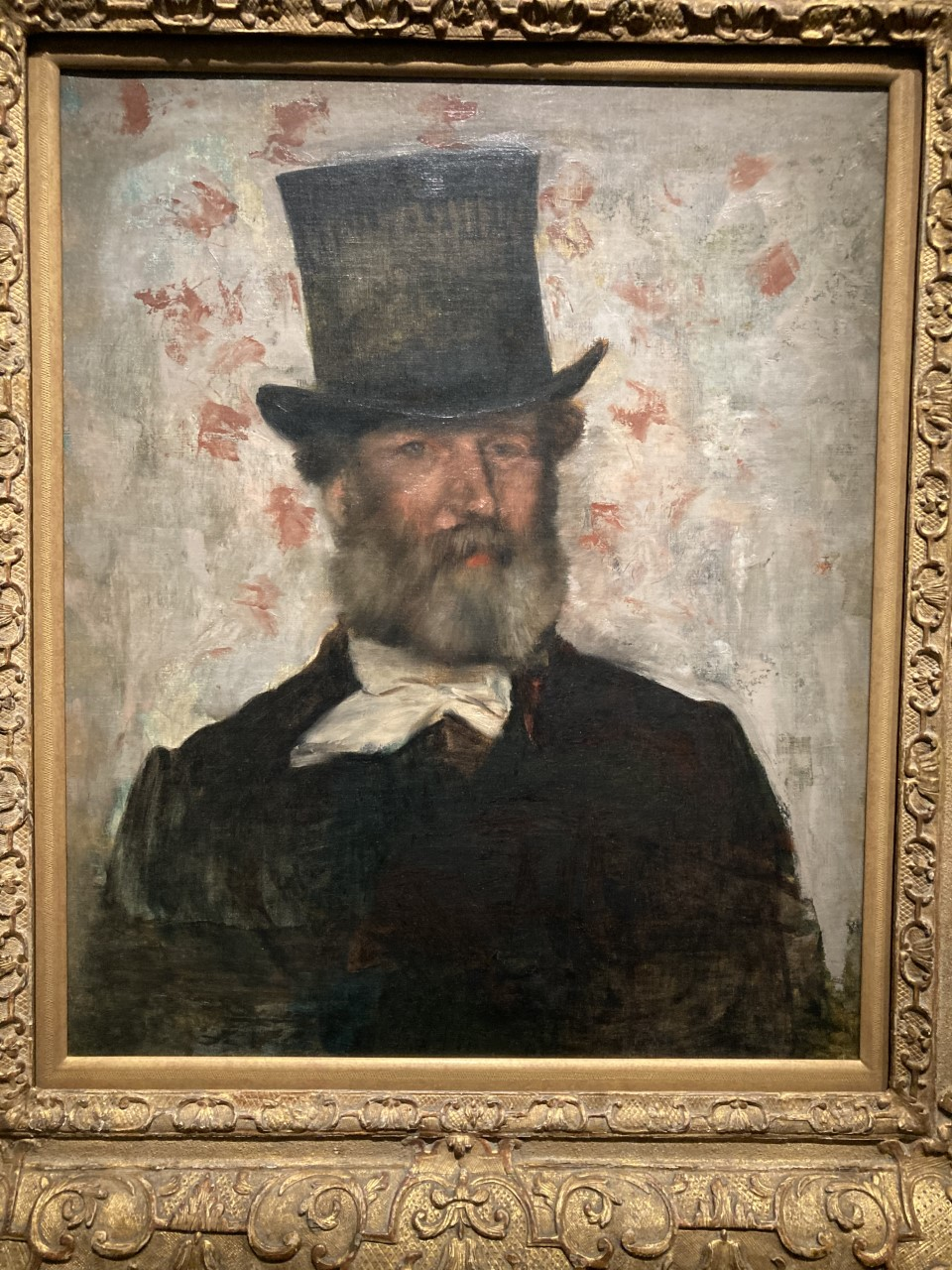
Porträt von Léopold Levert von Edgard Degas (um 1874). Artizon Museum (bis 2019 Bridgestone Museum of Art), Tokio

Jean-Baptiste Léopold Levert (* 11. Oktober 1819 in Gognies‑Chaussée, Département Nord; † 24. Juli 1882 in Fontenay‑sous‑Bois, Département Val‑de‑Marne) war ein französischer Maler, Zeichner, Radierer und Designer. Er gilt als Vertreter der Schule von Barbizon und beteiligte sich an den frühen Impressionisten-Ausstellungen.

## Leben und Werk
Léopold Levert begann seine künstlerische Laufbahn als Zeichner von Militäruniformen und als Modeillustrator. Später wandte er sich auf Empfehlung seines Freundes Edgar Degas der Landschaftsmalerei zu. Er war Gründer der Société anonyme des artistes peintres, sculpteurs et graveurs und stellte bei deren erster Ausstellung sowie bei den Impressionisten-Ausstellungen 1874, 1876, 1877 und 1880 aus. Er lebte zeitweise in Fontenay-sous-Bois, wo er auch 1882 verstarb und dessen Atelierbestand 1883 versteigert wurde. Ursprünglich war er Genre-Maler, wandte sich jedoch unter Einfluss der Schule von Barbizon zunehmend der Landschaftsmalerei zu. Seine Werke zeigen eine realistische, stimmungsvolle Naturauffassung, die teilweise impressionistische Tendenzen aufweist. Unter dem Einfluss von Degas gestaltete er auch Druckgrafik und Radierungen. Zu seinem Œuvre gehören unter anderem die Titel Les Bords de l’Essonne, Le Moulin de Touviaux, Près d’Auvers und mehrfach Szenen in Portrieux sowie Landschaften um Barbizon, Fontainebleau, Limousin und Fontenay. Ein Porträt von Léopold Levert wurde 1874 von Edgar Degas gemalt und befindet sich heute im Artizon Museum (ehemals Bridgestone Museum of Art in Tokio).